# Egira grisea
Egira grisea är en fjärilsart som beskrevs av Trant. Egira grisea ingår i släktet Egira och familjen nattflyn. Inga underarter finns listade i Catalogue of Life.